# Adam Cieślar
Adam Cieślar (18 dicembre 1992) è un combinatista nordico polacco.

## Biografia
Attivo in gare FIS dal dicembre del 2007, Cieślar ha esordito in Coppa del Mondo il 14 marzo 2009 a Vikersund (35º), ai Campionati mondiali a Oslo 2011, dove si è classificato 42º nel trampolino normale e 46º nel trampolino lungo, e ai Giochi olimpici invernali a Soči 2014, piazzandosi 39º nel trampolino normale e 37º nel trampolino lungo.
Ai Mondiali di Lahti 2015 si è classificato 29º nel trampolino normale, 26º nel trampolino lungo e 10º nella sprint a squadre dal trampolino lungo e ai XXIII Giochi olimpici invernali di Pyeongchang 2018 si è piazzato 42º nel trampolino normale, 33º nel trampolino lungo e 9º nella gara a squadre. L'anno dopo ai Mondiali di Seefeld in Tirol 2019 è stato 22º nel trampolino normale, 34º nel trampolino lungo e 8º nella gara a squadre dal trampolino normale.

## Palmarès

### Coppa del Mondo
- Miglior piazzamento in classifica generale: 36º nel 2016